# Akce Čisté ruce
Akce Čisté ruce je název protikorupční akce, která proběhla na konci 90. let v České republice. Akci spustila v roce 1998 k moci čerstvě nastoupivší ČSSD, která se v rámci volebních slibů před parlamentními volbami v roce 1998 zavázala odhalovat hospodářskou kriminalitu a její propojení na nejvyšší politické kruhy, její výsledky jsou však sporné.

## Popis
K akci Čisté ruce se ČSSD inspirovala v Itálii, kde v 90. letech v rámci akce "Mani pulite" probíhalo rozsáhlé vyšetřování korupčních afér, za které následně padaly vysoké tresty. ČSSD akci představila jako snahu o odhalení a zpřetrhání vazeb mezi politickou a hospodářskou elitou a odstranění pronikání korupce do nejvyšších vládních kruhů. Řízením celé akce byl pověřen tehdejší ministr bez portfeje vlády Miloše Zemana Jaroslav Bašta, ten byl však později v důsledku neúspěchu akce z vlády odvolán.
Vzhledem k nehladkému průběhu akce docházelo ke vzájemnému obviňování i uvnitř tehdejší vlády. Bašta se neúspěch akce pokoušel vysvětlit tím, že jeho Koordinačně-analytická skupina (KOAS) není nijak úkolována Výborem na ochranu ekonomických zájmů (VOEZ), v jehož čele stál tehdejší předseda vlády Miloš Zeman.
Sociální demokraté následně přiznali, že akce vázne. Na zasedání předsednictva ČSSD to tehdejší předseda vlády a ČSSD Miloš Zeman potvrdil prohlášením, že z dosavadních průtahů v akci lze za výjimku považovat odsouzení bývalého tenisty Milana Šrejbera. Ten prostřednictvím smyšlených dárců sponzoroval ODS, čímž byl zpochybněn průběh privatizace Třineckých železáren, v nichž se stal podílníkem.
Šrejber byl v následném soudním řízení odsouzen za zneužívání neveřejných informací v obchodním styku k trestu pět let odnětí svobody. K tomuto rozsudku se vyjádřil státní zástupce František Fíla, dle něhož ostatní případy hospodářské kriminality, které vládní ČSSD rovněž vydávala za součást akce Čisté ruce, soud v té době dosud neuzavřel. Na základě pochybení byl rozsudek Nejvyšším soudem zrušen a Šrejber byl osvobozen. V roce 2007 bylo celé stíhání zastaveno.
S vyšetřováním v rámci této akce souvisí i vyšetřování údajného podvodu při privatizaci pražských Čokoládoven. Ministr Bašta tehdy označil za hlavního viníka bývalého šéfa Fondu národního majetku Tomáše Ježka. Jelikož se však jednalo o falešné obvinění, bylo na samotného ministra Baštu podáno trestní oznámení.
Původní italská akce "Čisté ruce" byla oproti té české vyvolána justičními orgány, nikoli vládní stranou. Její průběh a výsledek byly rovněž rozdílné, jelikož měla za následek konec mnoha význačných politiků.